# Administrația Națională a Penitenciarelor
Administrația Națională a Penitenciarelor (ANP) este un serviciu public românesc responsabil cu aplicarea regimului de detenție și cu asigurarea intervenției recuperative, în condiții care garantează respectarea demnității umane, facilitând responsabilizarea și reintegrarea în societate a persoanelor private de libertate și contribuind la creșterea gradului de siguranță a comunității, menținerea ordinii publice și securității naționale.
Administrația Națională a Penitenciarelor aplică în domeniile de competența sa strategia Guvernului României privind executarea pedepselor și măsurilor privative de libertate pronunțate de instanțele judecătorești.